# Kunstform
Unter dem Namen Kunstform erscheint seit dem Jahr 2000 ein Online-Rezensionsjournal zur Kunstgeschichte.
Das Journal wird herausgegeben von Ulrich Fürst, Hubertus Kohle, Stefanie Lieb und Olaf Peters.
Zwischen 2000 und September 2001 war das Journal Bestandteil des Servers Frühe Neuzeit und zwischen September 2001 und April 2006 der Internetplattform historicum.net. Seit Mai 2006 ist es Bestandteil der Virtuellen Fachbibliothek Kunstgeschichte arthistoricum.net.
Das Journal erschien zunächst vierteljährlich; seit November 2001 im monatlichen Rhythmus.
Die Rezensionen erscheinen seit November 2001 auch innerhalb des interdisziplinären Online-Rezensionsjournals sehepunkte.